# آناتولی نازارنکو
آناتولی نازارنکو (انگلیسی: Anatoly Nazarenko؛ زادهٔ ۱۹ دسامبر ۱۹۴۸) کشتی‌گیر اهل قزاقستان بود.